# Il grande uno rosso
Il grande uno rosso (The Big Red One) è un film di guerra del 1980 diretto da Samuel Fuller, interpretato da Lee Marvin, Mark Hamill, Robert Carradine, presentato in concorso al 33º Festival di Cannes. Si tratta di una cronaca di guerra (Fuller stesso fu un combattente decorato del secondo conflitto mondiale) ed è probabilmente il film più noto di Samuel Fuller.

## Trama
Raccontate in soggettiva da un soldato arruolato nella 1ª Divisione di Fanteria americana, soprannominata "il Grande Uno Rosso", si snodano le vicende di quattro soldati agli ordini dell'anziano sergente Possum, veterano della prima guerra mondiale, durante le campagne della seconda guerra mondiale che la divisione combatte in Africa, in Sicilia, in Normandia, nella neve delle Ardenne e infine in Cecoslovacchia, dove scoprono i campi di concentramento nazisti.

## Produzione
Durante la seconda guerra mondiale, Lee Marvin combatté nel corpo dei Marines, sul fronte del Pacifico. Samuel Fuller combatté per tutta la guerra con la prima divisione di fanteria americana e nel maggio 1945, quando il suo reparto liberò il Campo di concentramento di Falkenau (un sottocampo di Flossenbürg) in Cecoslovacchia, girò con la sua cinepresa personale un filmato in 16 millimetri, che servì anche come testimonianza contro i gerarchi nazisti a Norimberga.
Fuller scrisse una prima traccia per il film negli anni cinquanta e la Warner Bros. si dichiarò interessata, indicando come protagonista John Wayne. Allo scopo di saggiarne le capacità, la produzione inviò Fuller in Italia per dei sopralluoghi e come test gli fece girare L'urlo della battaglia. Alla fine delle riprese di quel film, impose però delle sostanziali modifiche sul montaggio, in particolare sul finale, tanto che Fuller entrò in conflitto con Jack L. Warner e il progetto fu lasciato cadere.
L'idea riprese forma negli anni settanta con la Paramount; Peter Bogdanovich, che avrebbe dovuto esserne il produttore, accordò a Fuller un compenso per la scrittura del copione, ma alla fine il film fu prodotto dalla Lorimar Productions, che impose tuttavia all'autore un taglio da 238 a 113 minuti, durata della versione uscita nelle sale cinematografiche.
Le riprese furono effettuate nel giugno 1978 in Israele (scene ambientate in Sicilia, Normandia, Nordafrica), Irlanda (scene relative a castelli francesi, tedeschi e cecoslovacchi), Stati Uniti (scene invernali). I panzer tedeschi che compaiono nel film sono in realtà degli M51 Isherman israeliani (carri M4 Sherman americani ceduti ad Israele dopo la guerra, armati con cannone francese F1 da 105 mm in una torretta molto più grande di quella originale e dotati di motore diesel).

## Versione "reconstruction"
Nel 2004 è uscita in DVD una versione denominata "reconstruction" in cui, grazie al lavoro di Douglas Freeman e Richard Schickel, sono stati reintegrati oltre 40 minuti di film mancanti nella versione uscita nelle sale nel 1980. Il restauro digitale delle immagini e del comparto sonoro ha reso necessario il ridoppiaggio della versione italiana. Nei contenuti speciali del DVD appaiono ulteriori scene inedite, che non sono state aggiunte al film in quanto non si riusciva a collegarle agli avvenimenti delle scene precedenti e successive.

## Curiosità
Qualcuno afferma che la traduzione italiana dell'originale titolo in inglese sia errata, traducendo "The Big Red One" con "Quello grande e rosso", o "La grande rossa". In realtà il titolo fa riferimento al grande numero "1" di colore rosso, ovvero il simbolo (e il nomignolo) della 1ª Divisione di Fanteria americana, di cui i protagonisti fanno parte (nella Prima Squadra, Primo plotone). Il numero 1 di colore rosso si può vedere chiaramente sulla spalline delle uniformi nell'arco di tutto il film.